# Melalophacharops everese
Melalophacharops everese är en stekelart som först beskrevs av Tohru Uchida 1957.  Melalophacharops everese ingår i släktet Melalophacharops och familjen brokparasitsteklar. Inga underarter finns listade i Catalogue of Life.